# Sébécourt
Sébécourt ist eine französische Gemeinde mit 462 Einwohnern (Stand: 1. Januar 2022) im Département Eure in der Region Normandie. Sie gehört zum Arrondissement Évreux und zum Kanton Conches-en-Ouche sowie zum Gemeindeverband Pays de Conches. Die Einwohner werden Sébécourtois genannt.

## Geografie
Sébécourt liegt etwa 23 Kilometer westsüdwestlich von Évreux. Umgeben wird Sébécourt von den Nachbargemeinden La Houssaye im Norden und Nordwesten, Romilly-la-Puthenaye im Norden, Collandres-Quincarnon im Osten und Nordosten, Sainte-Marthe im Osten und Südosten, Le Fidelaire im Süden und Südwesten sowie La Ferrière-sur-Risle im Westen.

## Bevölkerungsentwicklung
| Jahr      | 1962 | 1968 | 1975 | 1982 | 1990 | 1999 | 2006 | 2014 |
| Einwohner | 265  | 224  | 187  | 219  | 273  | 315  | 340  | 468  |

Quelle: INSEE

## Sehenswürdigkeiten
- Kirche Saint-Nicolas, seit 1953 Monument historique

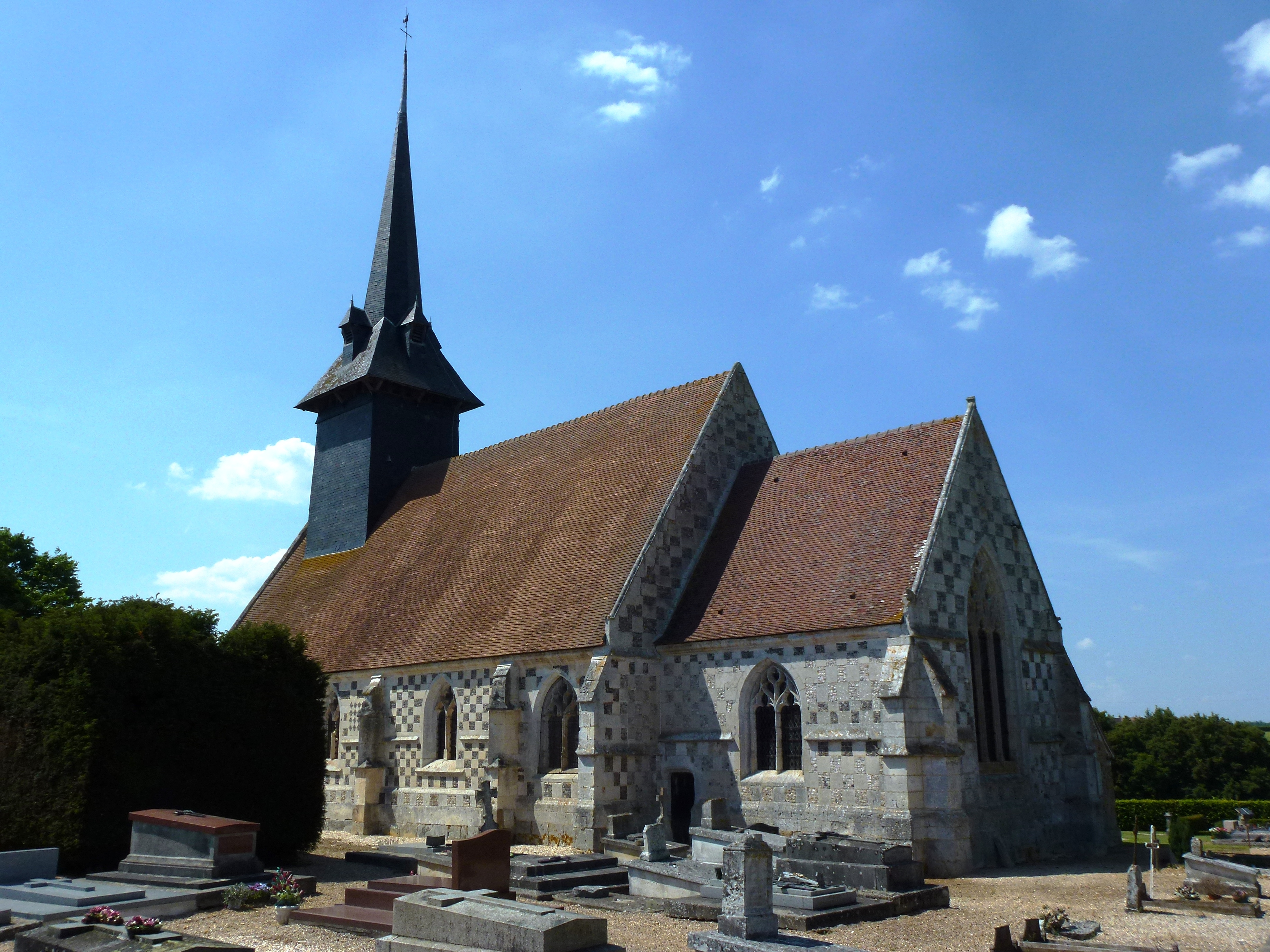
Kirche Saint-Nicolas

- Kapelle Saint-Blaise